# Wildenthal (Eibenstock)
Wildenthal je německá obec nacházející se v Krušných horách na Saské straně, spadající pod město Eibenstock. Obec leží na úpatí hory Auersberg a nachází se v údolí řeky Große Bockau. Obec se nachází přibližně 40 km severozápadně od Karlových Varů, přibližně 5 kilometrů od hranic s Českou republikou.
Obcí prochází dvě autobusové trasy 371 a 346.

## Historie
Za založení obce je považováno datum 1. září 1598. Zakladatelem byl Anarg Driedrich z Wildenfelsu; jeho dědicové ves prodali Alberodu z Aue v roce 1611. Brzy poté se Wildenthal stal majetkem Seelinga z Schneebergu. 
V roce 1647 prodali bratři Helfrichové Wildenthal Michaelu Gottschaldovi, který začal stavět druhý hamr. V roce 1655 získal Gottschald privilegia pro stavbu vysoké pece, na porážku dobytka, vaření piva a jiné. Z této doby se v obci zachoval sklep, nad kterým stál pivovar.  
V roce 1656 je Wildenthalský hamr uváděn jako hamr, který dodává železo pro stáje v Drážďanech. Rodina Gottschaldová vlastnila obec až do roku 1820. V roce 1812 zaměstnávala asi 26 dělníků. 
V roce 1835 je zde uvedena do provozu první hřebíčkárna v Sasku. 
V roce 1836 hamr přechází na Karla von Querfurtha. 
V roce 1935 místní staví první venkovní koupaliště v krušných horách. 
Během druhé světové války nebyl Wildenthal nijak zasažen. Na hoře Auersberg byla vybudována protiletadlová baterie. Po válce se obec stala součástí Svobodné republiky Schwarzenberg, tj. nebyla vojensky obsazena.